# ریکی کوله
ریکی والری کوله (به انگلیسی: Rikkie Valerie Kollé)(زاده ۶ ژانویهٔ ۲۰۰۱) مدل هلندی است. او دختر شایسته هلند در سال ۲۰۲۳ به نمایندگی از هلند در مسابقات دوشیزه جهان در سال ۲۰۲۳ شرکت می‌کند.
او یک زن ترنس است. او اولین زن تراجنسیتی بود که عنوان دختر شایسته هلند را به دست آورد.